# Eustrophopsis quindecimmaculata
Eustrophopsis quindecimmaculata es una especie de coleóptero de la familia Tetratomidae.

## Distribución geográfica
Habita en Ecuador.